# Epimysium
Het epimysium  is het buitenste bindweefselvlies van een skeletspier. Het epimysium omhult de verschillende spierbundels. Hierbinnen bevinden zich het perimysium en bloedvaten.